# Torre del Far (Santa Coloma de Farners)
|  | Aquest article tracta sobre Torre del Far a Santa Coloma de Farners (Selva). Vegeu-ne altres significats a «Torre del Far (desambiguació)». |

La Torre del Far és una torre alimara situada al cim de la muntanya homònima, a 587 msnm, al municipi de Santa Coloma de Farners (Selva).

## Història
Construïda al segle VIII durant l'època musulmana d'al-Àndalus, com a torre de senyals, aviat es va abandonar, probablement entre la conquesta de Girona, l'any 785, pels carolingis, i la de Barcelona, l'any 801. Es va descobrir el 2004, en una recerca arqueològica que pretenia demostrar l'autoria musulmana, durant el Califat Omeia, de les torres dels fars catalanes, que conformarien una línia de telegrafia òptica des de Barcelona a Narbona, probablement la més antiga a Europa.

## Descripció
Torre de planta circular, de 9,60-9,80 metres de diàmetre exterior i 5,60-5,80 metres de diàmetre interior. El mur perimetral, del que en queda una alçada d'un metre, d'entre 2 i 2,20 metres d'amplada, format per grans blocs de granit ben desbastats per la cara vista, amb encoixinat exterior amb pedres més petites, lligat amb morter de calç.